# 김중행 선생 묘
김중행 선생 묘는 대한민국 경기도 포천시 창수면 주원리에 있다. 1986년 4월 9일 포천시의 향토유적 제27호로 지정되었다.

## 개요
조선전기 문신 김중행의 묘이다.